# Swammerdamella marginata
Swammerdamella marginata är en tvåvingeart som beskrevs av Cook 1956. Swammerdamella marginata ingår i släktet Swammerdamella och familjen dyngmyggor. Inga underarter finns listade i Catalogue of Life.